# Auf der Lüneburger Heide

Auf der Lüneburger Heide (« Sur la lande de Luneburg ») est une chanson folklorique allemande datant du début du XXe siècle.

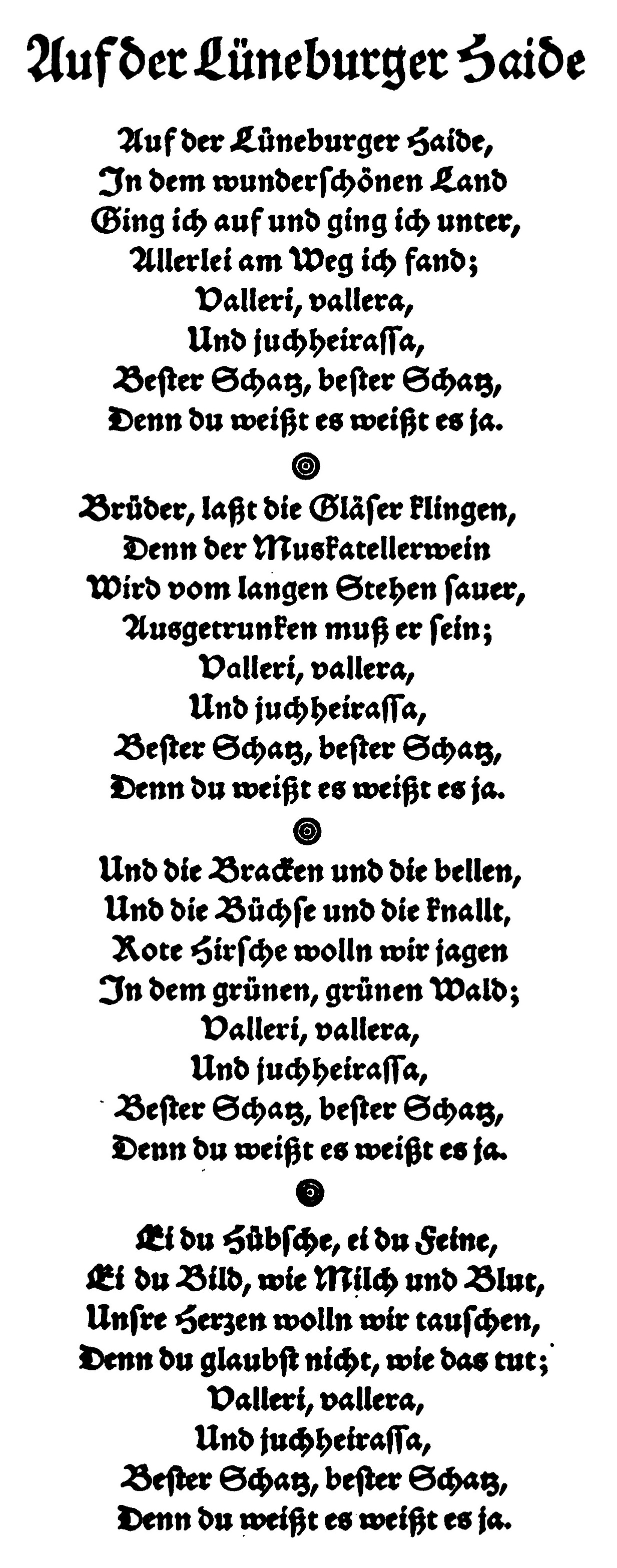
Auf der Lüneburger Heide

Elle a été composée en 1912 par Ludwig Rahlfs sur la base d'un poème de la collection Der kleine Rosengarten (« Le petit jardin de roses ») de Hermann Löns.
Elle est souvent jouée dans des festivals folkloriques (Volksfest) dans cette région de l'Allemagne du nord et fait généralement partie du répertoire de chorales ou de groupes locaux.
D'abord connue dans la lande de Lunebourg, Auf der Lüneburger Heide a gagné en célébrité au-delà de la région grâce au film Grün ist die Heide (« Verte est la lande »), sorti en 1951, où elle est interprétée par Kurt Reimann, puis grâce à un autre film du même nom (sorti en 1972) où c'est Roy Black qui interprète la chanson. Divers musiciens ont fait paraître leurs propres interprétations de la chanson, comme le ténor Rudolf Schock sur son album CD Stimme für Millionen (« Une voix pour des millions »). Le groupe slovène de musique industrielle Laibach s'en est servi sur sa reprise de l'album Let it be des Beatles, où le titre Maggie Mae reprend les paroles de Auf der Lüneburger Heide (premier et troisième couplets) à la place des paroles originales de la chanson des Beatles.

## Texte et traduction en français
| 1. Auf der Lüneburger Heide In dem wunderschönen Land Ging ich auf und ging ich nieder Allerlei am Weg ich fand Valleri Vallera ha ha ha Und Juheirassa :\| Bester Schatz :\| Denn du weißt :\| es ja 2. Brüder laßt die Gläser klingen Denn der Muskateller Wein Wird vom langen Stehen sauer Ausgetrunken muß er sein Valleri… 3. Und die Bracken und die bellen Und die Büchse und die knallt Rote Hirsche woll'n wir jagen In dem grünen, grünen Wald Valleri… 4. Ei du Hübsche, ei du Feine Ei du Bild wie Milch und Blut Unsere Herzen woll'n wir tauschen Denn du glaubst nicht wie das tut Valleri… | 1. Sur la lande de Lunebourg Sur cette merveilleuse terre Je suis allé au nord et au sud De toutes sortes sur le chemin que j'ai trouvé Valleri Vallera ha ha ha Et Juheirassa :\| Plus cher amour :\| Tu le sais :\| c'est certain 2. Frères, laissons nos verres tinter En l'honneur du vin muscat Je vais être aigre si je reste trop longtemps debout Chaque goutte doit être bue Valleri… 3. Et les fougères et les aboiements Et le fusil et le tir Nous sommes allés chasser le cerf rouge Dans les bois et les vertes forêts Valleri… 4. Oh ma beauté, ma promise Avec ton visage de lys et de roses Nous voudrions échanger nos cœurs Car tu ne sais pas comment on fait Valleri… |